# کوه کوساتو
کوه کوساتو یا کوسادو (به زبان ژاپنی 草戸山) یکی از کوه‌‌های منطقه تامای توکیو در ژاپن است. این کوه ۳۶۵ متر ارتفاع دارد. این کوه در منطقه ماچیدا واقع شده‌است. تابلوی راهنما به اندازهٔ کافی در مسیر نصب شده و امکان گم کردن مسیر بسیار کم است. در فصل بهار شکوفه‌های گیلاس در این مسیر زیبایی چشمگیری دارد.

## دسترسی به کوه
شروع مسیر از ایستگاه تاکائوسانگوچی واقع در منطقه هاچی‌اوجی و در خیابان روبروی پل تاکائو می‌باشد. انتهای مسیر نیز به همین ایستگاه ختم می‌شود. طول مسیر رفت و برگشت ۹ کیلومتر است و پیمودن آن در حدود سه ساعت طول می‌کشد.

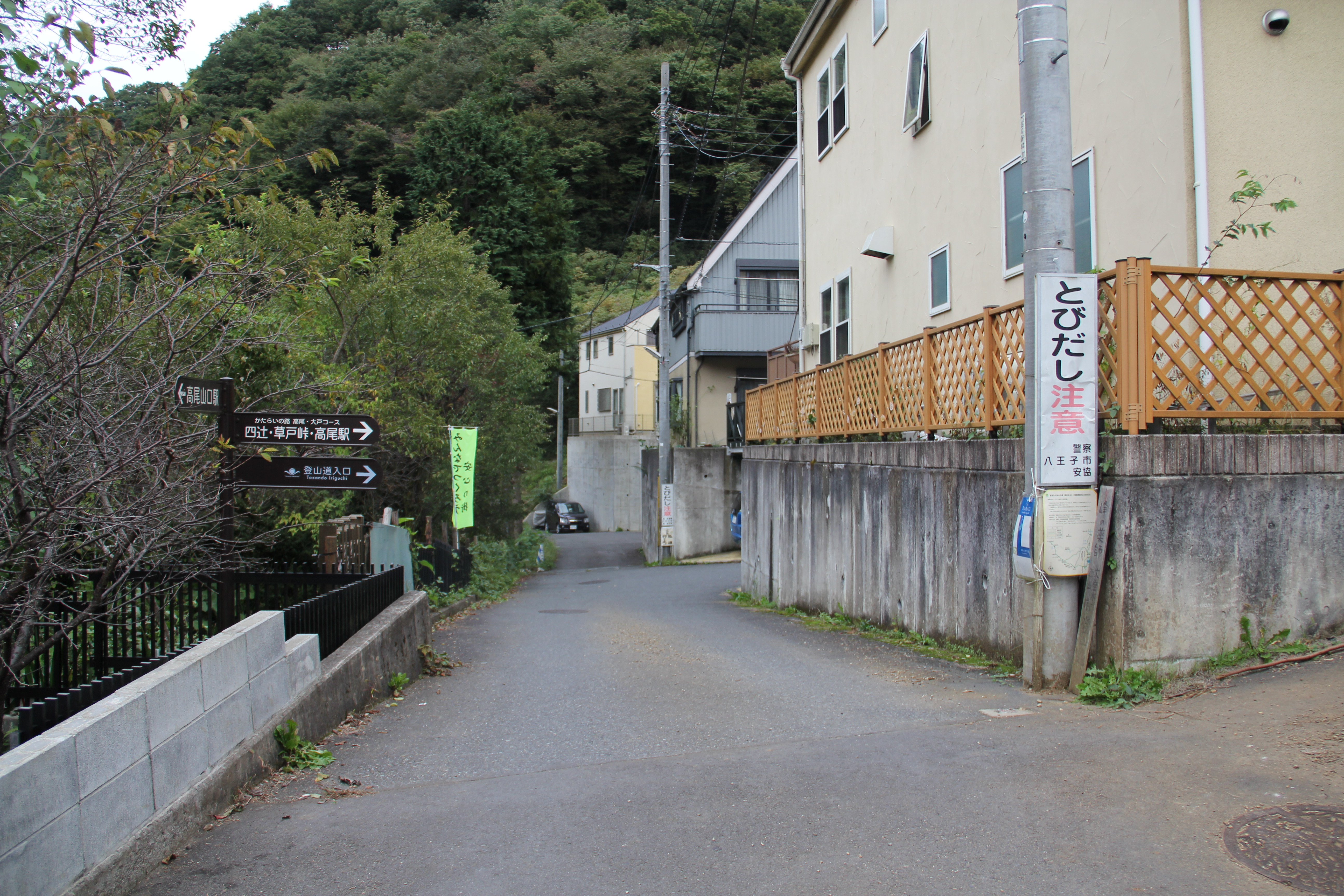
آغاز مسیر در روبروی پل تاکائو در ایستگاه تاکائوسانگوچی
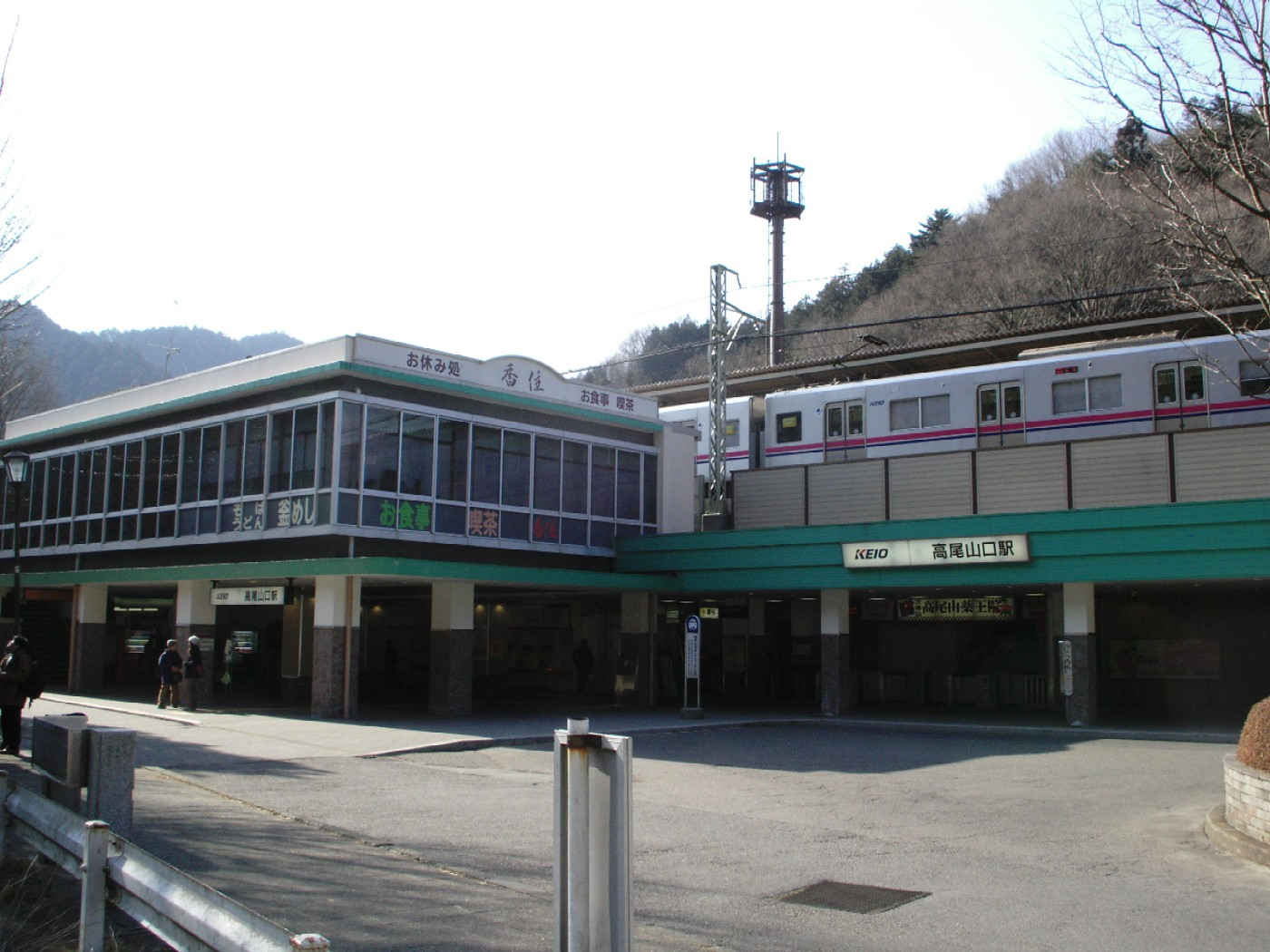
ایستگاه قطار تاکائوسانگوچی